# Isochlora yarkenda
Isochlora yarkenda är en fjärilsart som beskrevs av Bang-haas 1912. Isochlora yarkenda ingår i släktet Isochlora och familjen nattflyn. Inga underarter finns listade i Catalogue of Life.